# مير كندي
مير كندي هي قرية في مقاطعة مشكين شهر، إيران. يقدر عدد سكانها بـ 611 نسمة بحسب إحصاء 2016.